# Биксјер су Монтеги
Биксјер су Монтеги (фр. Buxières-sous-Montaigut) насеље је и општина у централној Француској у региону Оверња, у департману Пиј де Дом која припада префектури Риом.
По подацима из 2011. године у општини је живело 236 становника, а густина насељености је износила 21,69 становника/km². Општина се простире на површини од 10,88 km². Налази се на средњој надморској висини од 580 метара (максималној 631 m, а минималној 491 m).

## Демографија
| 1962. | 1968. | 1975. | 1982. | 1990. | 1999. | 2011. |
| ----- | ----- | ----- | ----- | ----- | ----- | ----- |
| 282   | 329   | 288   | 261   | 243   | 243   | 236   |

График промене броја становника у току последњих година